# Медисон (Илиноис)
Медисон (енгл. Madison) град је у америчкој савезној држави Илиноис. По попису становништва из 2010. у њему је живело 3.891 становника.

## Демографија
Према попису становништва из 2010. у граду је живело 3.891 становника, што је 654 (14,4%) становника мање него 2000. године.
| Група             | 2000.         | 2010.         |
| Белци             | 2.478 (54,5%) | 1.511 (38,8%) |
| Афроамериканци    | 1.915 (42,1%) | 2.161 (55,5%) |
| Азијати           | 5 (0,1%)      | 6 (0,2%)      |
| Хиспаноамериканци | 89 (2,0%)     | 138 (3,5%)    |
| Укупно            | 4.545         | 3.891         |